# Tara McLean

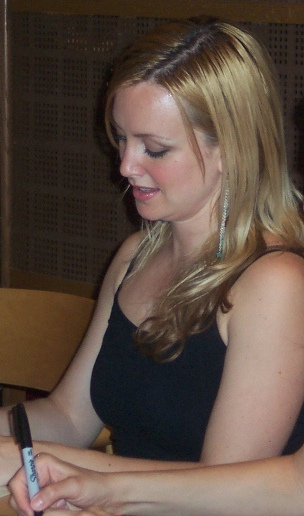
Tara MacLean in 2004

Tara McLean (Charlottetown, P.E.I, 25 oktober 1973) is een Canadese singer-songwriter.

## Biografie
McLean is geboren in een zeer artistiek gezin, haar moeder die actrice is, vader die zanger en danser is, en een stiefvader Marty Reno die een Country gospelzanger is, en een zuster Shaye. Als kind heeft McLean een tijdje doorgebracht in de Caraïben. In haar tienerjaren woonde en studeerde McLean in Engeland.
McLeans vroegste tv-optreden was een duet met haar vader, op de lokale televisiezender.

### Ontdekking
McLean was twintig jaar oud en op een bootreisje met haar vrienden tussen Victoria en Salt Spring Island, wanneer McLean gecontacteerd werd door twee mensen van een platenmaatschappij, die toonde veel interesse in het repertoire van McLean. Tara McLean heeft toen een demo gemaakt en is naar Vancouver gegaan waar ze een opnamecontract kreeg bij Network Records en een distributeurscontract bij Sony in Toronto. McLean gaat daarop in oktober 1995 naar San Francisco om er haar eerste album op te nemen. Van daaruit toert ze samen met Tom Cochrane doorheen Canada, waar McLean haar kunnen bijschaaft en constant nieuwe dingen leerde over haar professioneel vak.

### Liefde
McLean leerde haar eerste echtgenoot Bill Bell kennen tijdens haar eerste tournee doorheen Canada. Samen zullen ze door Canada, Amerika en Azië toeren. Wanneer McLean zwanger is van haar eerste kind Sophia Madrien Soleil Bell (19 december 2001, Ontario, Canada) besluit ze samen met haar twee vriendinnen Kim Stockwood en Damhnait Doyle covers te maken van al bestaande hits voor de platenmaatschappij EMI in Canada.
Dit zou de muziekband Shaye worden, genaamd naar de overleden zuster van McLean.
Na zes jaar huwelijk gaan McLean en Bell elk hun eigen weg, en leert McLean Ted Sky kennen met wie ze ook een dochter heeft, Stella Heather Sky  (23 februari, 2006). Samen wonen ze in Toronto.

## Discografie
Albums
- The Passenger (26 oktober 1999)
- Silence (20 augustus 1996)
- If You See Me (18 november 1997)
- The Bridge (2003) met de groep Shaye

Soundtrack
- Just a Kiss (2002) lied Divided
- Coyote Ugly (2002) lied That's Me
- Charmed aflevering The Wedding From Hell (1998)lied Evidence
- Charmed aflevering Murphey's Luck (2000) lied Higher
- Teaching Mrs. Tingle (1999) lied If I fall en At Seventeen
- Passions (tv serie)(1999) lied On Springfield Mountain

### Filmografie
- Coyote Ugly (2002) openings zangeresje.
- Good vs Evil (1999)
- Lady Evil (Tv aflevering) als Lilly